# Крутец (приток Шелони)
Крутец — река в России, протекает по Солецкому району Новгородской области. Устье реки находится в городе Сольцы в 42 км по левому берегу реки Шелонь. Длина реки составляет 14 км.

## Данные водного реестра
По данным государственного водного реестра России относится к Балтийскому бассейновому округу, водохозяйственный участок реки — Шелонь, речной подбассейн реки — Волхов. Относится к речному бассейну реки Нева (включая бассейны рек Онежского и Ладожского озера).
Код объекта в государственном водном реестре — 01040200412102000024847.